# تاکایوکی تادا
تاکایوکی تادا (انگلیسی: Takayuki Tada؛ زادهٔ ۷ آوریل ۱۹۸۸) بازیکن فوتبال اهل ژاپن است.